# Vitesse de la gravité
Dans le cadre des théories relativistes, la notion de vitesse de propagation de la gravité renvoie à la vitesse des ondes gravitationnelles qui, telle que prédite par la relativité générale et confirmée notamment par l'observation du signal GW170817, est identique à la vitesse de la lumière.

## Introduction
La vitesse des ondes gravitationnelles selon la relativité générale égale la vitesse de la lumière dans le vide, c .
Dans le cadre de la relativité restreinte, la constante c ne s'applique pas seulement à la lumière (qui fait partie des ondes électromagnétiques). C'est aussi la vitesse ultime pour n'importe quelle interaction dans l'Univers (et de tout temps). De façon formelle, c permet de convertir une unité de temps en une unité d'espace.
Étant invariable, elle ne dépend ni du mouvement de l'observateur, ni du mouvement de la source lumineuse, ni du mouvement de la source gravitationnelle.
La vitesse de la "lumière" est donc aussi celle des ondes gravitationnelles, et plus généralement de toute particule de masse nulle.
C'est le cas notamment du photon (le boson vecteur de la force électromagnétique), du gluon (le boson vecteur de la force forte), ainsi que d'un hypothétique graviton (la particule du champ associé à la gravité), lequel ne peut être caractérisé que par une théorie de la gravité quantique. Cependant, aucune telle théorie d'unification candidate n'était à la fois complète et vérifiable en 2021.

## Champs statiques
On doit bien distinguer la vitesse des changements physiques dans un champ gravitationnel ou dans un champ électromagnétique, et la vitesse apparente de "changements" dans le comportement de champs statiques (champs stationnaires radiaux dans le référentiel de la source au repos) qui résultent du seul fait du mouvement relatif de l'observateur et de la source. Lesquels changements (notamment de direction) sont, à cause d'effets relativistes, identiques pour un observateur quand une charge (gravitationnelle, électrostatique, magnétostatique) se déplace, ou quand l'observateur se déplace par rapport à la charge distante. Donc, un déplacement à vitesse constante d'un observateur par rapport à un champ statique ne modifie pas la direction du champ statique par rapport à sa source. Un champ statique, que ce soit le champ électrostatique issu d'une charge électrique ou le champ gravitationnel issu d'un objet doté d'une masse, s'étend à l'infini, ne se propage pas, et reste centré sur la charge. En résumé, un observateur en mouvement à vitesse constante ne modifie pas la forme (centrée) du champ statique qu'il observe et, par symétrie géométrique, modifier le référentiel de l'observateur de façon à lui faire observer une charge se déplaçant à vitesse constante, ne modifie pas la forme du champ statique mais exige que le champ soit centré sur la charge, peu importe la distance de laquelle elle est observée.
En conséquence, les champs statiques (électromagnétiques et gravitationnels) sont toujours (re)centrés instantanément sur la position des charges qui les créent, du moment qu'un observateur et que la charge observée se déplacent à vitesse constante l'un par rapport à l'autre. Et l'ensemble du champ, même s'il s'étend jusqu'à l'infini, paraît donc se mouvoir "immédiatement" à cette vitesse avec sa source. Ces constatations provoquent régulièrement de la confusion à propos de la « vitesse » d'un champ puisqu'il semble changer très rapidement alors que cette observation est la conséquence du déplacement relatif de l'observateur et de la charge. Il n'y a donc aucun déplacement plus rapide que c.

## Modèle newtonien de la gravitation
La loi de la force gravitationnelle formulée par Isaac Newton (1642–1727) exige que chaque particule massive réagisse instantanément à l'influence d'une autre particule massive, peu importe la distance les séparant. En mathématiques modernes, la loi universelle de la gravitation est décrite par une équation de Poisson selon laquelle, quand la distribution de masse du système change, son champ gravitationnel change instantanément. Cette théorie fait donc l'hypothèse que la vitesse de la gravitation est infinie, qui était vérifiée expérimentalement à cause de la précision insuffisante des instruments de mesure. Le modèle newtonien est remis en question au XIXe siècle à la suite de la découverte de l'astronome français Urbain Le Verrier. Il détermine en 1859 que l'orbite elliptique de la planète Mercure présente une précession du périastre qui ne peut être expliquée par ce modèle.

## Tentative de Laplace
Laplace est le premier à tenter d'intégrer la vitesse finie de la gravitation dans le modèle newtonien en 1805. S'appuyant sur les lois de Newton, il étudie un modèle où la gravitation est transmise par un champ de rayonnement ou d'un fluide. Les changements dans le mouvement des corps qui s'attirent sont transmis par une sorte d'onde.
Il indique le mouvement des corps célestes doit changer par un facteur v/c, où v est la vitesse relative des corps et c est la vitesse de la gravité. L'influence de la vitesse finie de la gravité diminue jusqu'à zéro lorsque c tend vers l'infini. Cette observation amène Laplace à conclure que la vitesse des interactions gravitationnelles sont au moins 7 × 106 fois celle de la lumière. Cette vitesse sert d'argument au XIXe siècle pour critiquer les modèles qui font l'hypothèse que la vitesse de la gravité est finie, que ce soit les théories des circuits électriques ou les théories cinétiques de la gravitation.

Figure 1. L'une des conséquences possibles de la combinaison de la mécanique newtonienne avec la vitesse finie de la gravité. Si on accepte que le mécanisme de Le Sage explique la source de la gravité, la Terre suit une spirale grandissante qui l'éloigne du Soleil, en violation de la loi de conservation de l'énergie et du moment angulaire.
En 1776, Laplace étudie un autre mécanisme où la gravité est issue de « l'impulsion d'un fluide dirigé vers le centre du corps attractif »,. Si cette hypothèse est vraie et que la vitesse de la gravité est finie, alors la Terre va suivre une spirale qui va l'amener à percuter le Soleil.

Selon la science moderne, les hypothèses et l'analyse subséquente de Laplace sont incorrectes. Ignorant de l'invariance de Lorentz pour les champs statiques, Laplace a fait l'hypothèse que lorsqu'un objet de la masse de la Terre orbite autour du Soleil, la planète ne serait pas attirée vers la position instantanée du Soleil mais vers l'endroit où il se trouvait comme si sa position était retardée selon la vitesse relative. Ce retard existe vraiment dans la position optique du Soleil, c'est l'aberration solaire annuelle. En posant que le Soleil est immobile à l'origine d'un repère cartésien, que la Terre suit une orbite de rayon R à une vitesse v et que l'influence gravitationnelle se déplace à une vitesse c, la position optique du Soleil est déplacée d'un facteur vR/c, lequel est égal au temps de parcours de la gravité du Soleil à la Terre multiplié par la vitesse relative du Soleil et de la Terre.
Dans la figure 1, l'attraction gravitationnelle (si elle se comporte comme une onde, telle la lumière) serait toujours déplacée dans la direction de la vitesse de la Terre. La Terre serait donc toujours attirée vers la position optique du Soleil, plutôt que sa position réelle. Cet effet provoquerait une attraction vers l'avant de la Terre, ce qui forcerait la Terre à suivre une trajectoire en forme de spirale grandissante. La force maintenant la Terre sur son orbite serait compensée d'un facteur v/c ; puisque l'observation de l'orbite terrestre démontre qu'elle est stable, alors le c de Laplace doit être très grand. Avec les connaissances astronomiques actuelles, il a été déterminé que c doit être infini pour un mouvement en ligne droite puisque l'influence de la gravité est jugée instantanée pour un observateur se déplaçant à vitesse constante. Pour les orbites dont la vitesse vectorielle change lentement, c est très grand.
Dans les théories classiques et modernes de la gravitation, l'attraction vers un objet se déplaçant à vitesse constante est orientée instantanément vers sa position réelle, tant pour une charge électrique que pour une charge gravitationnelle. Dans une équation de champ en accord avec la relativité restreinte (qui respecte donc l'invariance de Lorentz), l'attraction d'une charge statique qui se déplace à une vitesse relative constante pointe toujours vers la position instantanée de la charge (par exemple, le centre de masse du Soleil). Quand un objet se déplace sur une orbite à vitesse scalaire v inchangée mais à vitesse vectorielle {\displaystyle {\vec {v}}} variable, l'effet sur une orbite est de l'ordre de v2/c2. L'énergie est conservée et le moment angulaire est aussi conservé. L'orbite ne dégénère donc pas.

## Analogies électrodynamiques

### Premières théories
À la fin du XIXe siècle, plusieurs scientifiques essaient de combiner la loi de la force gravitationnelle de Newton avec les lois de l'électrodynamique contemporaines, que ce soit Wilhelm Eduard Weber, Carl Friedrich Gauss, Bernhard Riemann ou James Clerk Maxwell. Ces théories ne sont pas invalidées par les critiques de la théorie de Laplace, parce que même si leurs créateurs font l'hypothèse de vitesses de propagation finies, ils insèrent des termes supplémentaires qui maintiennent la stabilité du système planétaire. Ces modèles sont utilisés pour expliquer la précession du périastre de Mercure, mais ne peuvent produire de valeurs exactes. Une exception notable est le modèle de Maurice Lévy en 1890, qui produit un modèle prédictif exact en combinant les lois de Weber et de Riemann, en posant que la vitesse de la gravité égale la vitesse de la lumière. Néanmoins, ses hypothèses sont rejetées,.
Paul Gerber (en) développe, en 1898, une théorie de la gravitation qui lui permet de créer une formule qui donne une valeur exacte pour la précession du périastre de Mercure, valeur également obtenue par Albert Einstein plus tard. Grâce à cette formule, Gerber détermine que la vitesse de propagation de la gravité égale 305 000 km/s, presque la vitesse de la lumière. Toutefois, sa formule ne s'appuie pas sur ses hypothèses initiales et plusieurs scientifiques (dont Einstein) doutent du bien-fondé de sa théorie. De plus, pour la déflexion par le champ gravitationnel du Soleil de la course de la lumière, sa théorie prédit une valeur 3/2 fois trop grande,,.

### Lorentz
En 1900, Hendrik Lorentz essaie d'expliquer la gravité en s'appuyant sur sa théorie de l'éther et les équations de Maxwell. Après avoir soutenu puis rejeté le mécanisme de Le Sage, il fait l'hypothèse comme Ottaviano-Fabrizio Mossotti (en) et Johann Karl Friedrich Zöllner que l'attraction de particules de charges opposées est plus forte que la répulsion de particules de même charge. La force nette résultante égale exactement ce qui est appelé la gravitation universelle, où la vitesse de la gravité égale la vitesse de la lumière. Toutefois, il y a un conflit avec la loi de la gravitation d'Isaac Newton, pour laquelle Pierre-Simon de Laplace a démontré qu'une vitesse finie de la gravité provoque des aberrations et, par conséquent, crée des orbites instables. Néanmoins, Lorentz a montré que la théorie n'est pas visée par la critique de Laplace puisque des effets se manifestent seulement à l'ordre v2/c2 à cause de la structure mathématiques des équations de Maxwell. Peu importe, Lorentz obtient une valeur trop faible pour l'avance du périhélie de Mercure. Il écrit :
« La forme spéciale de ces termes pourrait être modifiée. Malgré tout, ce qui a été écrit suffit pour démontrer que la gravité peut être attribuée à des actions qui se propagent à une vitesse qui n'est pas supérieure à celle de la lumière. » ,
En 1908, Henri Poincaré examine la théorie de la gravitation de Lorentz et juge qu'elle est compatible avec le principe de relativité mais, comme Lorentz, il critique l'inexactitude de l'avance du périhélie de Mercure.

## Modèle covariant de Lorentz
Henri Poincaré argue en 1904 qu'une vitesse de propagation de la gravité plus grande que c serait en contradiction avec le temps local (en s'appuyant sur la synchronisation par signaux lumineux) et le principe de relativité. Il écrit :
Toutefois, Poincaré calcule en 1905 que des changements dans le champ gravitationnel peuvent se propager à la vitesse de la lumière en supposant que cette théorie intègre la transformation de Lorentz. Il écrit :

« Laplace a montré en effet que la propagation est, ou bien instantanée, ou beaucoup plus rapide que celle de la lumière. Mais Laplace avait examiné l'hypothèse de la vitesse finie de propagation, ceteris non mutatis [toute autre chose étant inchangée] ; ici, au contraire, cette hypothèse est compliquée de beaucoup d'autres, et il peut se faire qu'il y ait entre elles une compensation plus ou moins parfaite, comme celles dont les applications de la transformation de Lorentz nous ont déjà donné tant d'exemples. »

Des modèles semblables sont proposé par Hermann Minkowski (1907) et Arnold Sommerfeld (1910). Ces tentatives seront rapidement abandonnées au profit de la relativité générale d'Albert Einstein.
Alfred North Whitehead introduit en 1922 une théorie de la gravitation qui permet d'expliquer le décalage d'Einstein, la déflexion de la lumière, le décalage du périhélie et l'effet Shapiro. La relativité générale offre néanmoins de meilleures prédictions des effets causés par la gravité.

## Relativité générale

### Contexte
La relativité générale prédit qu'un rayonnement gravitationnel devrait exister sous forme d'ondes et se propager à la même vitesse que la lumière : un faible champ gravitationnel changeant devrait produire, toujours selon cette théorie, les mêmes effets que ceux prédits par la loi universelle de la gravitation (qui ne dépend pas de l'existence de gravitons, mentionnés plus haut, ou de tout autre particule messagère d'une force).
Deux corps gravito-électriques qui interagissent ensemble, par exemple deux planètes ou deux étoiles, se déplaçant à vitesse constante l'un par rapport à l'autre, ressentent chacun une force dirigée vers la position instantanée de l'autre corps sans délai parce que l'invariance de Lorentz exige que ce que voit un corps mobile dans un champ statique et ce que ce corps mobile émet dans ce champ soient symétriques.
Dit autrement, un champ gravito-électrique est, par définition, statique et continu ; il ne se propage pas. Si une telle source est accélérée (par exemple, arrêtée brusquement) par rapport à son référentiel à vitesse constante antérieure, son champ est encore mis à jour à distance comme si le corps continuait à se déplacer à vitesse constante. Cet effet donne l'impression que le champ distant d'un corps non accéléré se met à jour de façon instantanée (puisqu'il semble continuer à se déplacer à vitesse constante).

### Aberration de la direction du champ pour un observateur faiblement accéléré
La vitesse finie des interactions gravitationnelles en relativité générale ne mène pas aux types de problèmes de l'aberration de la gravité dont Newton se souciait, puisqu'il n'y a pas d'aberration dans les effets d'un champ statique. Puisque l'accélération de la Terre vis-à-vis du Soleil est faible, on peut modéliser le mouvement des deux corps célestes sur deux droites parallèles, chacun se déplaçant à vitesse constante. Les prédictions orbitales calculées selon la relativité générale sont alors presque identiques à ceux du modèle newtonienne de la gravité (action instantanée peu importe la distance), parce qu'ils sont modélisés dans un champ statique avec une vitesse relative constante, sans aberration pour les forces en présence.
Même si les calculs sont nettement plus complexes, il est possible de démontrer que, dans le cadre de la relativité générale, un champ statique ne présente aucune aberration lorsqu'observé par un observateur non accéléré ou faiblement accéléré (comme la Terre par rapport au Soleil). De façon analogue, le terme statique du potentiel de Liénard-Wiechert électromagnétique d'une charge en mouvement ne présente aucune aberration, ni retard dans sa position observée. Seulement les termes qui correspondent à l'accélération et à l'émission électromagnétique de ce potentiel montrent une orientation vers la position retardée de l'émetteur.
Dans la pratique, il est très difficile de construire une théorie de la gravité cohérente où les interactions gravitationnelles se propagent à des vitesses autres que celle de la lumière, ce qui rend complexe les échanges sur ces théories potentiellement correctes.

### Mesures

#### Dégénérescence de l'orbite de PSR 1913+16
La vitesse des ondes gravitationnelles peut être calculée à partir des observations des taux de dégénérescence orbitale de PSR B1913+16 et de PSR B1534+12. Les orbites de ces pulsars binaires dégénèrent à cause de la perte d'énergie sous forme de rayonnement gravitationnel. Le taux de cette perte dépend de la vitesse de la gravité. La différence entre la valeur théorique et la valeur observée démontre que la vitesse de la gravité égale celle de la vitesse de la lumière à  1 % près.

#### Occultation jovienne de QSO J0842+1835
En septembre 2002, Sergei Kopeikin (en) et Edward Fomalont (en) annoncent qu'ils ont calculé la vitesse de la gravité de façon indirecte. Ils ont observé par interférométrie à très longue base l'occultation par Jupiter des signaux radio en provenance du quasar QSO B0839+187 (en). Les deux ont conclu que la vitesse de la gravité se situe entre 0,8 et 1,2 fois celle de la vitesse de la lumière, ce qui est en accord avec la prédiction de la relativité générale.
Plusieurs physiciens, dont le relativiste Clifford Martin Will (en) et le spécialiste de gravité quantique Steve Carlip (en), ont contesté cette conclusion parce que Kopeikin et Fomalont basent leur interprétation sur des données qui ne sont pas reliées à la gravitation. Par exemple, Hideki Asada (un spécialiste de la gravitation) a indiqué que l'expérience visait à vérifier la vitesse de la  lumière, et non pas celle de la gravité.
Le spécialiste de la gravitation Stuart Samuel (en) a démontré que les observations ne permettent pas de conclure quoi que ce soit en ce qui concerne la vitesse de la gravité, à cause de la faiblesse des effets gravitationnels.
Kopeikin et Fomalont contestent son affirmation.
Peu importe la véracité des résultats de Kopeikin et Fomalont, aucun spécialiste ne conteste la validité de la relativité générale.

#### Signal GW170817
La détection de signal GW170817 en 2017, signe d'une fusion d'étoiles à neutrons dont les ondes gravitationnelles et les rayons gamma ont été observés, offre en 2007 la meilleure estimation de la vitesse de la gravité. Les photons gamma ont été détectés 1,7 seconde après la pointe de l'émission d'ondes gravitationnelles. Si le délai entre l'émission des deux types d'ondes se situe entre 0 et 10 secondes, alors la différence entre les vitesses des ondes électromagnétiques et gravitationnelles, vGW − vEM, se situe entre −3 × 10−15 et 7 × 10−16 fois la vitesse de la lumière.
Ce résultat, s'il est confirmé, exclut plusieurs alternatives à la relativité générale, notamment des variantes de la théorie tenseur-scalaire,,,,
de la théorie de Horndesky (en) 
et de la gravité de Hořava–Lifshitz (en),,.

### Citations originales
1. ↑  (en) « the impulse of a fluid directed towards the centre of the attracting body »
2. ↑  (en) « The special form of these terms may perhaps be modified. Yet, what has been said is sufficient to show that gravitation may be attributed to actions which are propagated with no greater velocity than that of light. »
3. ↑  (en) « What would happen if we could communicate by signals other than those of light, the velocity of propagation of which differed from that of light? If, after having regulated our watches by the optimal method, we wished to verify the result by means of these new signals, we should observe discrepancies due to the common translatory motion of the two stations. And are such signals inconceivable, if we take the view of Laplace, that universal gravitation is transmitted with a velocity a million times as great as that of light? »